# František Kytka

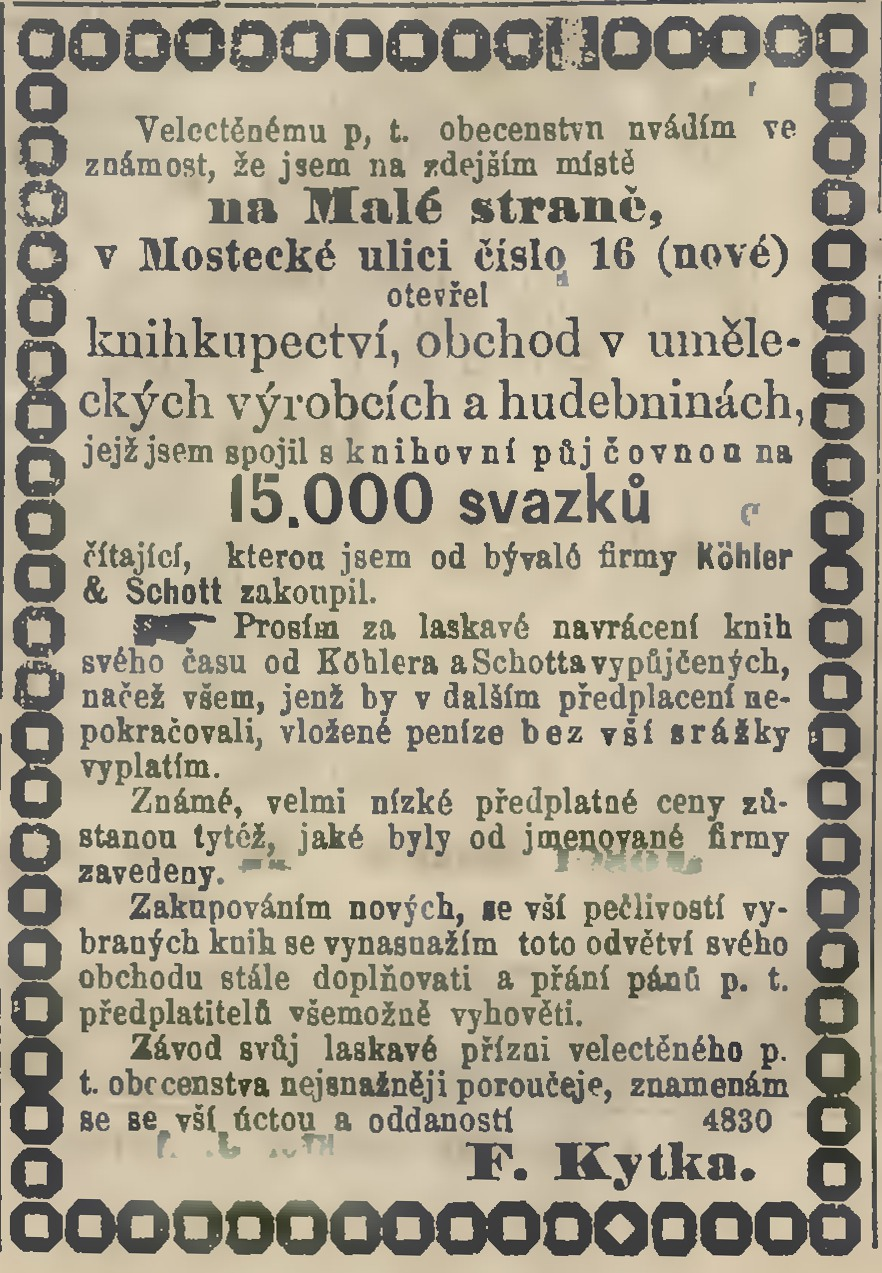
Reklama Kytkova knihkupectví a půjčovny knih v Národních listech z 30. září 1871

František Kytka (13. května 1845 Želenice u Slaného – 20. prosince 1898 Praha) byl český knihkupec a nakladatel. Roku 1871 otevřel na Malé Straně úspěšné knihkupectví, spojené s půjčovnou knih. Vydával kartografická díla, středoškolské učebnice, literaturu pro mládež (edice Bibliotéka zábavných spisů) aj. Zasedal ve sboru obecních starších města Prahy (1880-95 a od r. 1897) a v městské radě (1882-86). V letech 1889-95 byl poslancem zemského sněmu za staročeskou stranu. Byl rovněž dlouhodobým předsedou Malostranské záložny a grémia pražských knihkupců. Za veřejnou činnost, zejména ve prospěch Malé Strany, byl r. 1896 poctěn zlatou medailí města Prahy.

## Život
Narodil se 13. května 1845 v Želenicích u Slaného. Absolvoval gymnázium v Litoměřicích a vyučil se knihkupcem u pražské firmy J. B. Reinitzer. Během prusko-rakouské války se přihlásil do armády jako kadet u polského pluku Martini-Nugentom. V bitvě u Podolí byl 26. června 1866 zasažen do nohy a odvezen na léčení do Prahy. Po uzdravení se vrátil ke knihkupeckému povolání. Cestoval také po Evropě a zkušenosti získával především v Lipsku.
Roku 1871 otevřel vlastní knihkupectví na Malé Straně, spojené s půjčovnou knih, pro kterou získal ze zrušených závodů Köhler & Schott a Hess asi čtrnáct tisíc svazků. Orientoval se jak na českou, tak na německou klientelu.
Jako nakladatel se specializoval zejména na kartografii. Jeho nákladem vyšlo 180 map a plánů, např. Wagnerova mapa Čech, mapy Prahy, obcí a okresů, železniční a poštovní. Pro mládež vydal edici Bibliotéka zábavných spisů, obsahující dobrodružné a historické příběhy, životopisy významných osobností převážně rakouských dějin a mravoučné povídky ze současnosti; převažovaly volné a zkrácené překlady zahraničních autorů (celkem 170 svazků). Oblíbený byl i Pražský konduktér. Publikoval také středoškolské učebnice pro gymnázia, reálky a učitelské ústavy.
Byl i veřejně a politicky činný. 29. listopadu 1880 byl zvolen za člena sboru obecních starších města Prahy; s výjimkou období 1895-97 tam zasedal po zbytek života. Od března 1882 do ledna 1886 byl rovněž členem městské rady. Angažoval se zejména ve školských záležitostech a hájil zájmy Malé Strany. V srpnu 1896, u příležitosti 25. výročí založení firmy, byl oceněn zlatou medailí královského hlavního města Prahy.
V letech 1889-95 působil jako poslanec českého zemského sněmu pro okresy Praha, Hradčany, Vyšehrad, Holešovice a Bubny za staročeskou stranu; v této funkci navrhl a prosadil, že České království ustanovilo stálého badatele ve vatikánských archivech.
Byl také dlouhodobým předsedou Malostranské záložny; pro její zasedací síň zhotovil František Ženíšek jeho portrét. Rovněž byl členem dozorčí rady městské pokračovací a průmyslové školy, členem výboru pražské městské spořitelny a předsedou grémia knihkupců.
Zemřel po dlouhé nemoci ledvin 20. prosince 1898 na Malé Straně, pohřben byl na Olšanských hřbitovech. Jeho památku uctili mimo jiné na smutečním shromáždění členové městské rady v čele se starostou Janem Podlipným. Závod zdědila vdova Adolfa Kytková, která přenechala vedení svému otci Janu Zvolskému; vzhledem k jejich nezkušenosti však podnik v následujících letech upadal a roku 1917 jej koupil Josef Šváb-Malostranský.